# حشره‌خوار الگون
 حشره‌خوار الگون (نام علمی: Crocidura elgonius) نام یک گونه از سرده حشره‌خوارهای دندان‌سفید است.